# Ernst H. Hilbich

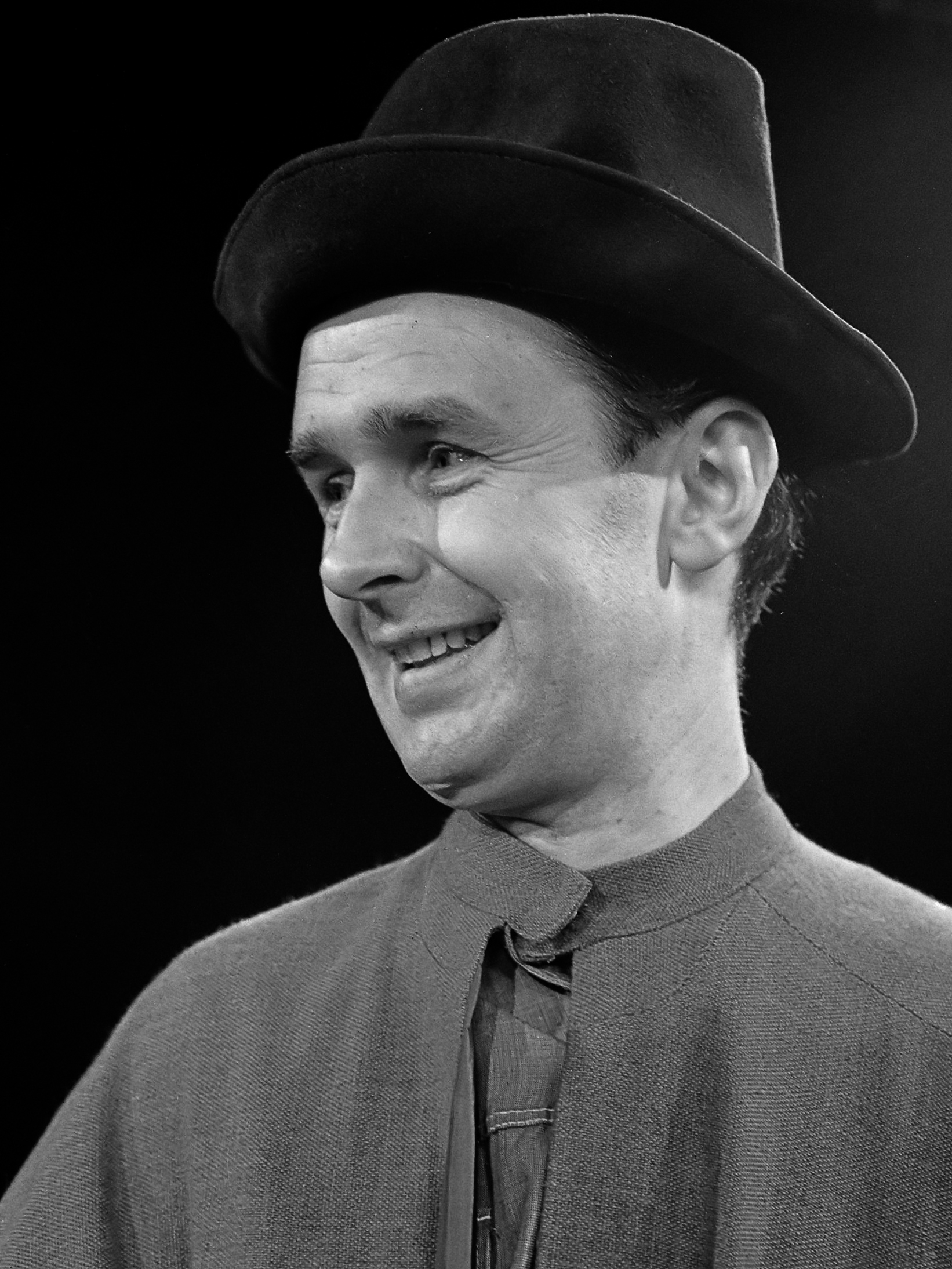
Ernst Hilbich, 1966

Ernst Herbert Hilbich (* 16. März 1931 in Siegburg; † 20. Februar 2025 in Köln) war ein deutscher Schauspieler und Hörspielsprecher. Er begann seine Karriere am Düsseldorfer Kom(m)ödchen, wo er von 1958 bis 1971 arbeitete. Ab den 1970er-Jahren wirkte er in zahlreichen Filmkomödien und Fernsehshows mit und lieh vielen Figuren der Augsburger Puppenkiste seine Stimme. Von 1998 bis 2010 spielte er eine der Hauptrollen in der WDR-Fernsehserie Die Anrheiner.

## Leben und Karriere

### Ausbildung und Theater
Hilbich wollte schon nach dem Schulabschluss Schauspieler werden; sein Vater war jedoch der Auffassung, er solle erst einen „normalen“ Beruf erlernen, was er auch tat. Während seiner Ausbildung zum Elektromechaniker in Troisdorf trat er in der Werksjugendgruppe als Kleinkünstler auf.
Nach Abschluss der Lehre spezialisierte er sich auf die bei Wanderbühnen anfallenden Elektroarbeiten. Über Umwege und verschiedene Jobs als Inspizient, Requisiteur und Chauffeur kam er zum Schauspielberuf. Er hatte mehrere Gastengagements vor allem an Landestheatern, so beispielsweise am Rheinischen Landestheater Neuss, am Stadttheater Konstanz, an den Städtischen Bühnen Osnabrück und als Operettenbuffo am Stadttheater Hildesheim, bis er 1958 zum Düsseldorfer Kom(m)ödchen kam. 1978 stand er als Schneider Wibbel auf der Bühne des Millowitsch-Theaters in Köln.

### Film und Fernsehen
Seine ersten Rollen im Fernsehen hatte Hilbich in zwei Folgen der Krimiserie Stahlnetz von Regisseur Jürgen Roland, 1962 in Spur 211 und 1963 in Das Haus an der Stör mit Rudolf Platte.
Später trat er oft in den Unterhaltungssendungen des deutschen Fernsehens auf, so etwa in Rudi Carrells Show Am laufenden Band und in der Sendung Zum Blauen Bock. Dort sang er den Karnevalsschlager Heut’ ist Karneval in Knieritz an der Knatter, den er in den 1970er- und 1980er-Jahren als Höhepunkt der Karnevalssendung vortrug, mit einem Text von Heinz Schenk und der Melodie von Franz Grothe. In der ARD-Jugendreihe Ach du dickes Ei war er Mitte der 1970er-Jahre an der Seite von Helga Feddersen zu sehen. 1979 wirkte Hilbich ebenfalls für die ARD in der Serie Was wären wir ohne uns? mit, die nostalgische Rückblicke auf die 1950er-Jahre bot.
In zahlreichen unterhaltsamen Kinostreifen konnte das Publikum ab den 1970er-Jahren Hilbichs komödiantisches Talent erleben, das er mit profilierten Nebenrollen zum Ausdruck brachte. So sah man ihn beispielsweise 1971 in Komm in die Wanne, Schätzchen, ein Jahr später mimte er den Herrn Schnecke in Willi wird das Kind schon schaukeln oder war als Dr. Heidemann in Betragen ungenügend! zu sehen. Es folgten Auftritte in Filmen wie Unsere Tante ist das Letzte (1973), Geld oder Leber! (1986), Zärtliche Chaoten (1987), A.D.A.M. (1988) oder Late Show (1999).
In der Fernsehserie Mission Terra lieh Hilbich von 1985 bis 1988 dem Roboter Mikrolino seine Stimme. Von 1998 bis 2010 übernahm er in der WDR-Fernsehserie Die Anrheiner die Rolle des Jupp Adamski. 2007 war er in Die Prinzessin auf der Erbse – Qual der Wahl Royal, einer Episode aus der ProSieben-Märchenstunde, an der Seite von Diana Amft als Vater von Erbsenprinzessin Vroni zu sehen.

### Augsburger Puppenkiste
Hilbich lieh vielen Figuren der Augsburger Puppenkiste seine Stimme, so zum Beispiel dem Vogel Zapp in der Produktion Drei Dschungeldetektive, dem Baby Hübner in der Serie Katze mit Hut oder dem Raben Noro in Der Prinz von Pumpelonien. Außerdem synchronisierte er Lülü in Lülü das Burggespenst und den kleinen Maulwurf Siegfried in Der Raub der Mitternachtssonne sowie den Raben Marlox in Zauberer Schmollo. Seine bekannteste Synchronisation für die Puppenkiste ist die des von Paul Maar erfundenen Sams in den Jahren 1977 (Eine Woche voller Samstage) und 1980 (Am Samstag kam das Sams zurück).

### Weitere Arbeiten und Privates
Daneben war er auch für den Hörfunk, wie beispielsweise in dem letzten Paul Temple-Mehrteiler Paul Temple und der Fall Alex von Francis Durbridge (1967) sowie Jugend-Hörspielproduktionen wie Pitje Puck, Fünf Freunde, Flitze Feuerzahn, Die drei ??? oder für TKKG tätig und veröffentlichte neben Stimmungsliedern auch Lieder mit Texten von Wilhelm Busch.
Hilbich lebte seit etwa 1976 mit der Kölner Schauspielerin Lotti Krekel zusammen. 2003 heiratete das Paar. Krekel starb im April 2023. Hilbich lebte in Köln-Marienburg und starb dort im Februar 2025 im Alter von 93 Jahren an den Folgen einer Lungenentzündung. Er wurde in der Familiengrabstätte seiner Ehefrau auf dem Kölner Melaten-Friedhof beigesetzt.

## Filmografie

### Kinofilme
- 1964: Polizeirevier Davidswache
- 1971: Komm in die Wanne, Schätzchen
- 1971: Zu dumm zum …
- 1971: Rudi, benimm dich!
- 1971: Hochwürden drückt ein Auge zu
- 1972: Willi wird das Kind schon schaukeln
- 1972: Kinderarzt Dr. Fröhlich
- 1972: Blutiger Freitag
- 1972: Betragen ungenügend!
- 1972: Der Schrei der schwarzen Wölfe
- 1972: Trubel um Trixie
- 1973: Unsere Tante ist das Letzte
- 1975: Ich denk’ mich tritt ein Pferd
- 1986: Geld oder Leber!
- 1987: Zärtliche Chaoten
- 1988: A.D.A.M.
- 1998: Das Trio
- 1999: Late Show

### Fernsehen (Auswahl)
- 1962: Stahlnetz: Spur 211
- 1963: Stahlnetz: Das Haus an der Stör
- 1979: Es begann bei Tiffany (Fernsehfilm)
- 1979–1987: Locker vom Hocker (Oder: Es bleibt schwierig, Comedyreihe, 11 Folgen)
- 1986: Geschichten aus der Heimat (Fernsehserie, Episode: Die schwarze Witwe)
- 1987: Diese Drombuschs (Fernsehserie, Episode: Das zweite Leben)
- 1987: Geschichten aus der Heimat (Fernsehserie, Episode: Klingeln bei Krötzkes)
- 1988: Geschichten aus der Heimat (Fernsehserie, Episode: Glück im Ünglück)
- 1991–1992: Leonie Löwenherz
- 1992: Geschichten aus der Heimat (Fernsehserie, Episode: Augenblick der Wahrheit)
- 1992–1993 Die große Freiheit; TV-Serie mit 8 Episoden
- 1994: Geschichten aus der Heimat (Fernsehserie, Episode: Szenen einer Ehe)
- 1996: Mit einem Bein im Grab (Fernsehserie, Episode: Schlimmer geht immer)
- 1998–2010: Die Anrheiner
- 2001: Familie Heinz Becker (Fernsehserie, Episode 36 als Autofahrer)
- 2007: Die ProSieben Märchenstunde (Folge Die Prinzessin auf der Erbse – Qual der Wahl Royal)